# HR 4339
Désignations
HR 4339, autrefois connue sous le nom β (Beta) Antliae, est une étoile située dans la constellation de l'Hydre. Sa magnitude apparente est de 5,77. D'après la mesure de sa parallaxe annuelle par le satellite Gaia, l'étoile est située à environ ∼ 357 a.l. (∼ 109 pc) de la Terre. Elle s'en rapproche à une vitesse radiale héliocentrique de −2 km/s.
Nicolas-Louis de Lacaille lui donne le nom de β Antliae, et Benjamin Gould la conserve dans la constellation de la Machine pneumatique. Cependant, le tracé des frontières des constellations en 1930 entraîne le transfert de cette étoile à la constellation de l'Hydre.
HR 4339 est une étoile blanche de la séquence principale de type spectral A1 V. Elle est environ 2,6 fois plus massive que le Soleil et elle tourne sur elle-même à une vitesse de rotation projetée de 73 km/s. Elle brille avec une luminosité d'environ 72 fois celle du Soleil et a une température de surface de 9 120 K.